# Go-Jo
Марти Джо Замботто (англ. Marty Jo Zambotto; род. 25 ноября 1995, Manjimup, Австралия), известный профессионально как Go-Jo, французский и австралийский певец, автор песен и музыкальный продюсер. Он наиболее известен своей песней «Mrs. Hollywood» и своим участием от Австралии на конкурсе песни Евровидение 2025 с песней «Milkshake Man».

## Биография
Замботто вырос в отдаленном, автономном поместье недалеко от Маджимапа, Западная Австралия, что помогло развить его музыкальный стиль и артистическую индивидуальность.
Имущество не было подключено к электричеству, поэтому для получения электроэнергии они использовали солнечные панели, которые были установлены на шасси автомобиля и подключены к двенадцати переработанным автомобильным аккумуляторам, и они перемещали панели несколько раз в течение дня, чтобы максимизировать их производительность. Он также прокомментировал, что «…для нашей еды… нам приходилось, например, выращивать овощи…» и они также собирали дождевую воду из желобов своего дома и использовали ее в качестве питьевой воды. Замботто также прокомментировал, что в их доме очень редко включали телевизор, и он открыл для себя новые песни, просматривая множество музыкальных видеоклипов телевизионной программы «Rage», а также слушая компакт-диски «So Fresh».
У него есть сестра-близнец и четыре брата, его отец — француз, а Замботто имеет двойное гражданство Австралии и Франции. Его мать была рок-музыкантом и солисткой местной рок-группы.
Замботто получил свою первую гитару в возрасте 14 лет, после того как его мать подарила ему электрогитару от ToyWorld, и он начал с каверов на песни Green Day и хэви-метал. В 19 лет он познакомился с написанием песен и созданием музыки, и он прокомментировал, что именно тогда «…все изменилось. До этого я действительно не думал об этом — забавно думать, что мое подсознание, должно быть, воспринимало песни как что-то, что существовало мгновенно. Так было до тех пор, пока мой лучший друг из моего родного города не показал мне бит, который он сделал, и не разобрал для меня каждую часть. Вот и все — мой разум мгновенно перестроился, как у Питера Паркера, когда его укусил паук в „Человеке-пауке“. Я буквально мог чувствовать, как моя ДНК создает совершенно новую вселенную с этим объяснением». Сначала он начал писать, продюсировать и микшировать песни для других исполнителей, пока позже один из авторов песен не предложил ему написать песню, которую он должен был начать петь сам.

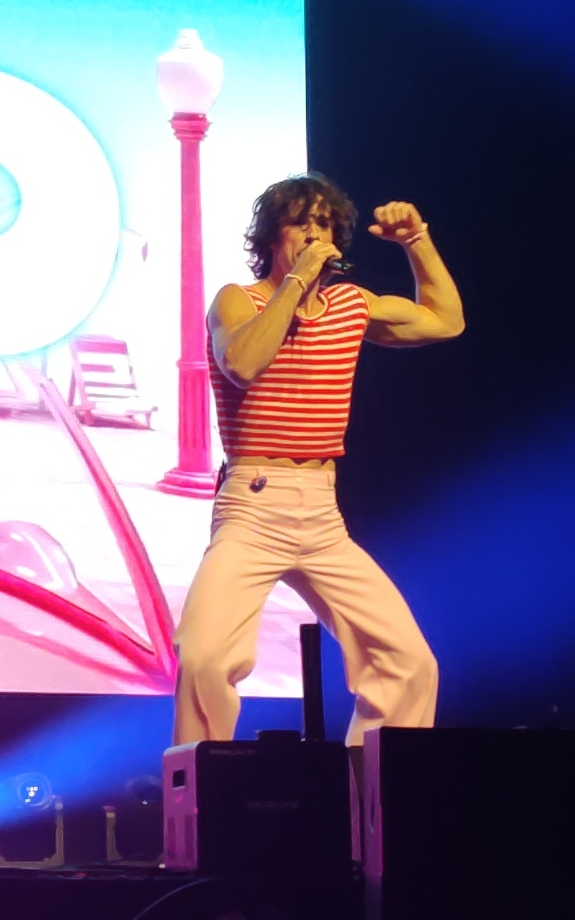
Замботто выступает на предварительной вечеринке Евровидения 2025 в концерте

На протяжении всего своего детства Замботто играл в австралийский футбол на высоком уровне и переехал в Перт, где он соревновался на полупрофессиональном уровне за East Perth Royals в Западной австралийской футбольной лиге, будучи подростком. Во время проживания в Перте он также писал музыку для других артистов, а затем решил бросить AFL и переехал в Сидней, чтобы полностью посвятить себя музыке. Идея его сценического имени возникла, когда его мать наблюдала за Замботто на обочине забегов и кричала: «Go, Jo!», где «Jo» отсылало к его второму имени, Джо.
Замботто известен своими оригинальными песнями и каверами, в которых основное внимание уделяется гитаре. Он выпустил свою первую песню в 2016 году, а его кавер на песню Goo Goo Dolls «Iris» получил более 3 миллионов прослушиваний на Spotify. Видео, на котором он исполняет свою песню «Mrs. Hollywood» на пляже Бонди, было просмотрено более 6 миллионов раз, а песня достигла миллиарда просмотров на всех видеоплатформах. Он также выступал на разогреве у Jonas Brothers, Milky Chance и Tash Sultana.
25 февраля 2025 года SBS объявил, что Замботто представит Австралию на конкурсе песни «Евровидение 2025» в Базеле с песней «Milkshake Man». Он участвовал 15 мая 2025 года, открыв второй полуфинал, но не прошёл в гранд-финал.

## Дискография

### Синглы в чартах
| Заголовок        | Год  | Позиция в чартах AUS Indie |
| ---------------- | ---- | -------------------------- |
| «Mrs. Hollywood» | 2023 | 18                         |
| «Milkshake Man»  | 2025 |                            |